# Euploea praedicabilis
Euploea praedicabilis är en fjärilsart som beskrevs av Hans Fruhstorfer 1914. Euploea praedicabilis ingår i släktet Euploea och familjen praktfjärilar. Inga underarter finns listade i Catalogue of Life.